# Лаймовый пирог
Ла́ймовый пирог (англ. Key lime pie) — это американский десерт, приготовленный из сока лайма, яичного желтка и сгущёнки в корзинке из теста. Считается, что классический пирог должен быть приготовлен из мелкого и кислого мексиканского лайма, в отличие от более крупного, но менее сочного таинтянского (персидского) лайма. Лаймовый пирог является официальным пирогом штата Флорида.
Флорида-Кис (Florida Keys) — это архипелаг на юго-восточном побережье США в штате Флорида, который дал имя одному из сортов лаймов (Key lime), растущему там, который, в свою очередь, дал название пирогу (Key lime pie). В этой местности лаймовый пирог можно отведать едва ли не в любом кафе.

## История
Лаймовый пирог был известен в Ки-Уэсте ещё с конца XIX века.
Точное происхождение неизвестно, однако первое официальное упоминание рецепта, похоже, было сделано Уильямом Карри, судоремонтным магнатом и первым миллионером Ки-Уэста. Его повар, известная как «тётя Салли», сделала для него пирог, о чём и написал Карри. Весьма вероятно, что Салли просто адаптировала рецепт местных ловцов губки. Ловцы губки проводили на своих лодках в море много дней подряд, еда хранилась на борту, а так как в те времена холодильников на лодках не было, выбирались не скоропортящиеся продукты — молочные консервы, лаймы и яйца. Поскольку у ловцов губки в море не было так же печей, то оригинальный рецепт лаймового пирога не требует приготовления на огне, являя собой простую смесь лаймов, молока и яиц. Под воздействием кислого сока лайма, смесь яичных белков и сгущенного молока сворачивается, в связи с чем начинка не требует обязательного запекания.  
Классический лаймовый пирог делается с использованием сгущённого молока с сахаром, так как свежее молоко было редкостью во Флорида-Кис до появления современных методов обработки и доставки молока.
Один из популярных ныне видов лаймового пирога, замороженный лаймовый пирог (frozen Key lime pie), был придуман несколько позднее Ферном Баттерсом (1892—1975).

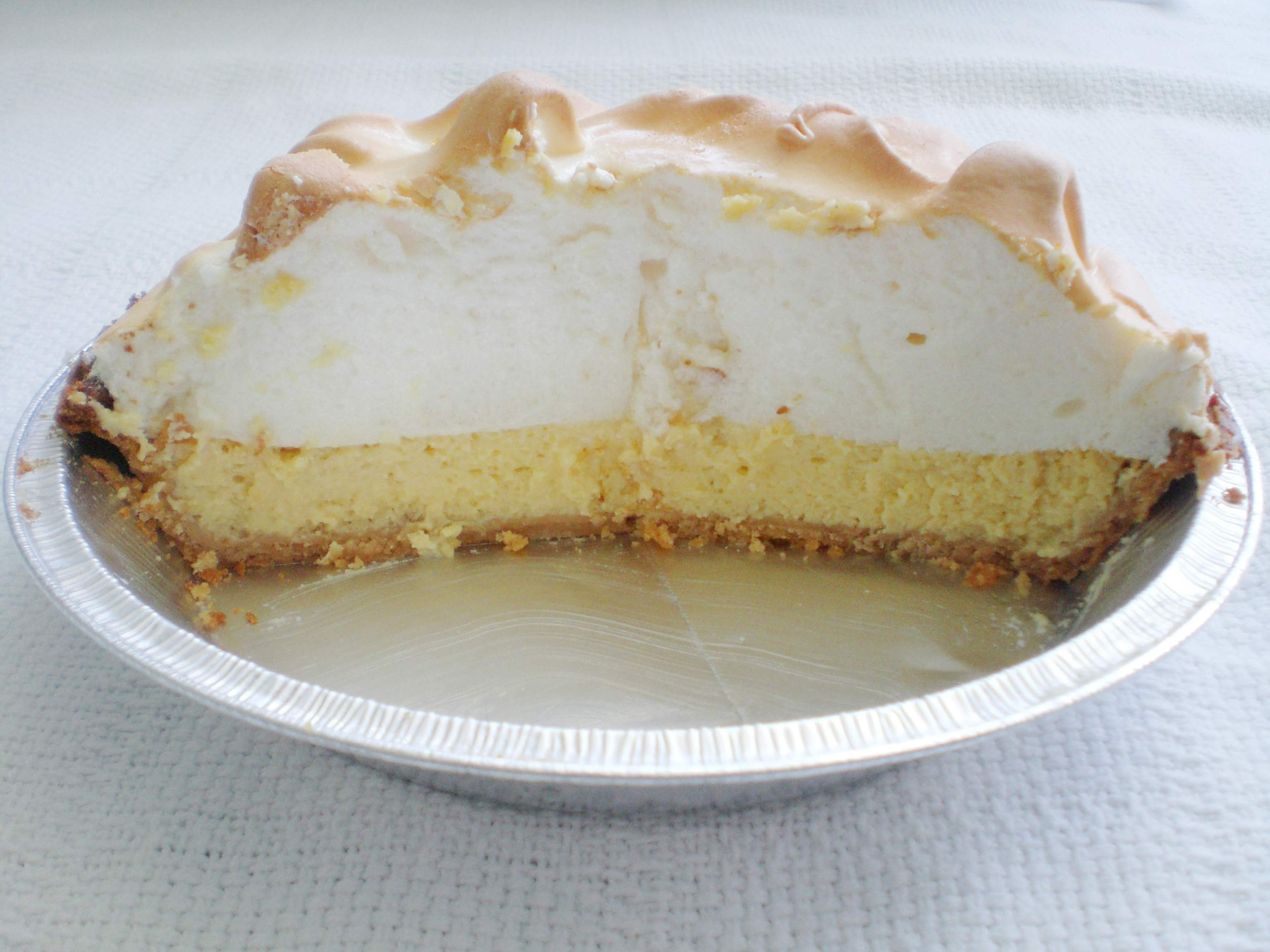
Лаймовый пирог в разрезе

## Законодательные акты
В 1965 году в штате Флорида был предложен проект закона о 100 долларах штрафа, взимаемых с любой рекламы лаймового пирога, изготовленного не из мексиканского лайма (лат. Citrus aurantiifolia). Законопроект не прошёл.
В 2006 году Палата представителей и Сенат штата Флорида приняли закон, утвердивший лаймовый пирог «официальным пирогом штата Флорида».